# روبرت إتش. ترينت
روبرت إتش. ترينت هو مهندس وسياسي أمريكي، ولد في 22 مايو 1936، وتوفي في 5 أبريل 2012. نشط حزبياً في الحزب الجمهوري. وقد انتخب عضو مجلس ولاية وايومنغ ‏.